# Home Again (chanson)
Pour les articles homonymes, voir Home Again.
Singles de Michael Kiwanuka
I'm Getting Ready
(2011) I'll Get Along
(2012)
Pistes de Home Again
Rest
(4) Bones
(6)
Home Again est une chanson de l'artiste britannique de soul Michael Kiwanuka sortie le 1er janvier 2012 sous le label Polydor Records. 2e single extrait de son 1er album studio du même nom Home Again, il entre dans les classements des ventes au Royaume-Uni, en Belgique, en France et aux Pays-Bas.

## Liste des pistes
| 1. | Home Again                   | 3:31 |
| 2. | Now I'm Seeing               | 2:33 |
| 3. | They Say I'm Doing Just Fine | 3:40 |

## Classements hebdomadaires par pays
| Classement (2012)                      | Meilleure position |
| -------------------------------------- | ------------------ |
| Belgique (Flandre Ultratop 50 Singles) | 3                  |
| Belgique (Wallonie Ultratip 50)        | 11                 |
| France (SNEP)                          | 21                 |
| Pays-Bas (Single Top 100)              | 59                 |
| Royaume-Uni (UK Singles Chart)         | 29                 |

## Historique de sortie
| Pays        | Date             | Format                 | Label           |
| ----------- | ---------------- | ---------------------- | --------------- |
| Royaume-Uni | 1er janvier 2012 | Téléchargement digital | Polydor Records |